# The 3peace
The 3peace(ザ・スリーピース)は、日本のスリーピースロックバンド。1997年結成。2002年に活動停止。

## メンバー
- 原広明HRK（ボーカル&ギター、ex.KING BEES[2]）
- 永野かおり（ベース、ex.メスカリン・ドライヴ[2]、チャイナボウルズ[2]、SOUL FLOWER UNION）
- 梶原徹也（ドラム、ex.THE BLUE HEARTS[2]）

## バイオグラフィー
- 1997年春、旧知の仲であった原、永野、梶原の3人により結成。ザ・スリーピースと命名。
- 1997年9月1日、下北沢SHELTERにてデビューライブ。
- 1998年6月、初の全国ツアー。
- 1999年春～夏、2度目の全国ツアー。アコースティックユニットFREE PEACEを結成。
- 1999年7月、「FUJI ROCK FESTIVAL'99」にスペシャルユニット NAWANG KHECHOG with THE 3PEACE で出演。
- 2000年2月、下北沢SHELTERにて初ワンマンライブ。
- 2000年3～4月、初の海外ツアーとなる南北アメリカ大陸縦断"GREAT SPIRITS" WORLD TOUR 決行。

## タイアップ一覧
| 使用年 | 曲名             | タイアップ                                          |
| ------ | ---------------- | --------------------------------------------------- |
| 2002年 | 星のない空の下で | テレビ東京系『ドライブ A GO!GO!』エンディングテーマ |